# Загородный дом
За́городный дом — частное или родовое и коммерческое жилое строение (дом, замок, дача, дворец, особняк или резиденция и усадьба) с прилегающими постройками приусадебно-хозяйственного назначения, возведённое в обустроенном природном ландшафте вне границ городских построек: на возвышенности или в горах, с районами парковой или лесной зоны, озёрами или протекающей рядом рекой. Зачастую загородные дома являются вторичным и дополнительным или сезонным жильём его владельцев.

## Фотогалерея

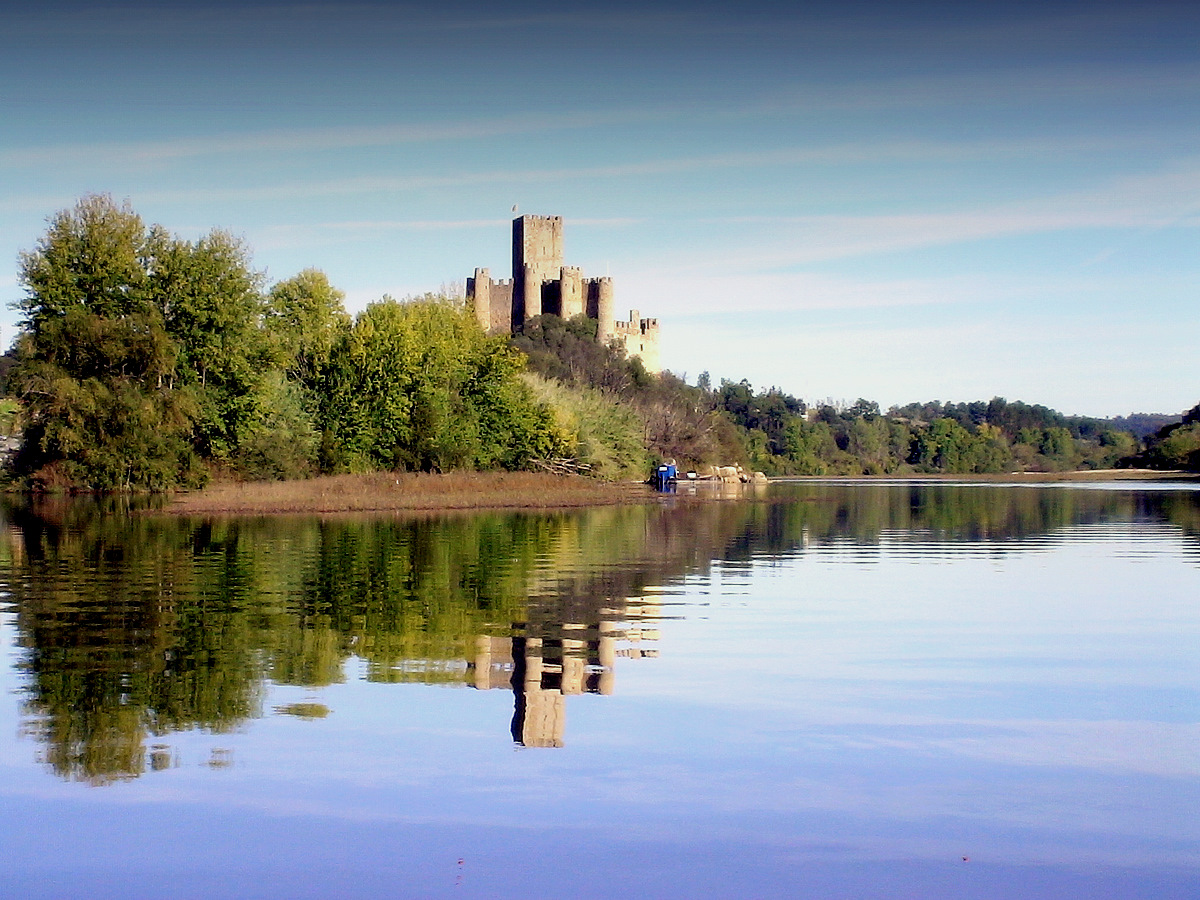
Португальский замок
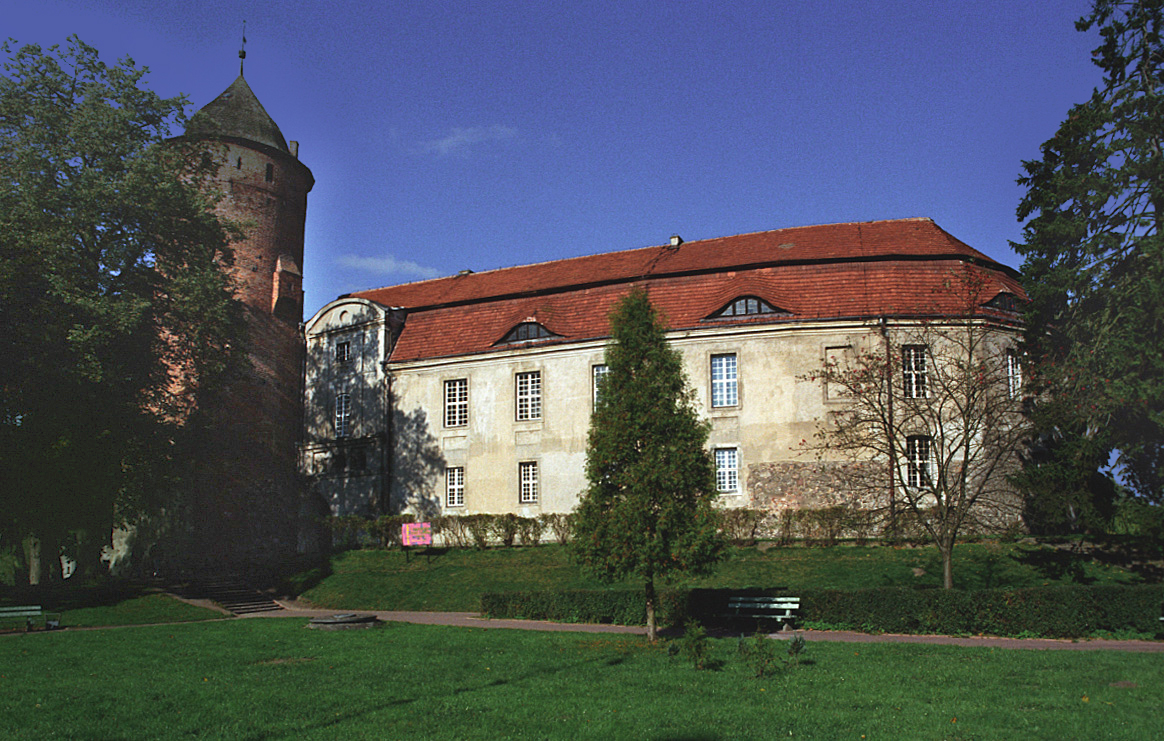
Родовой замок Шифельбайн
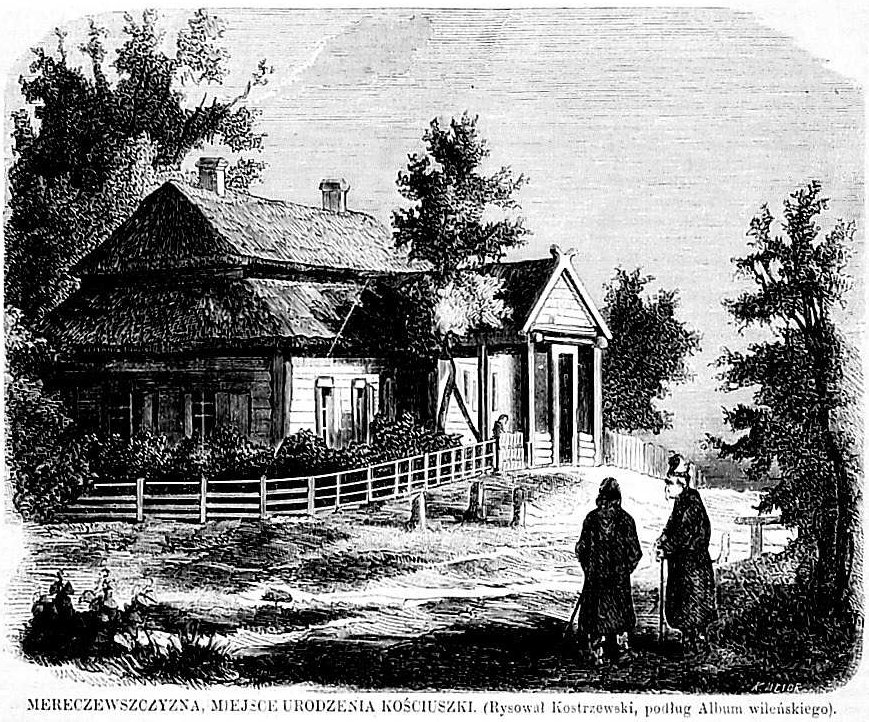
Загородный дом Костюшко в предместье Меречевщина
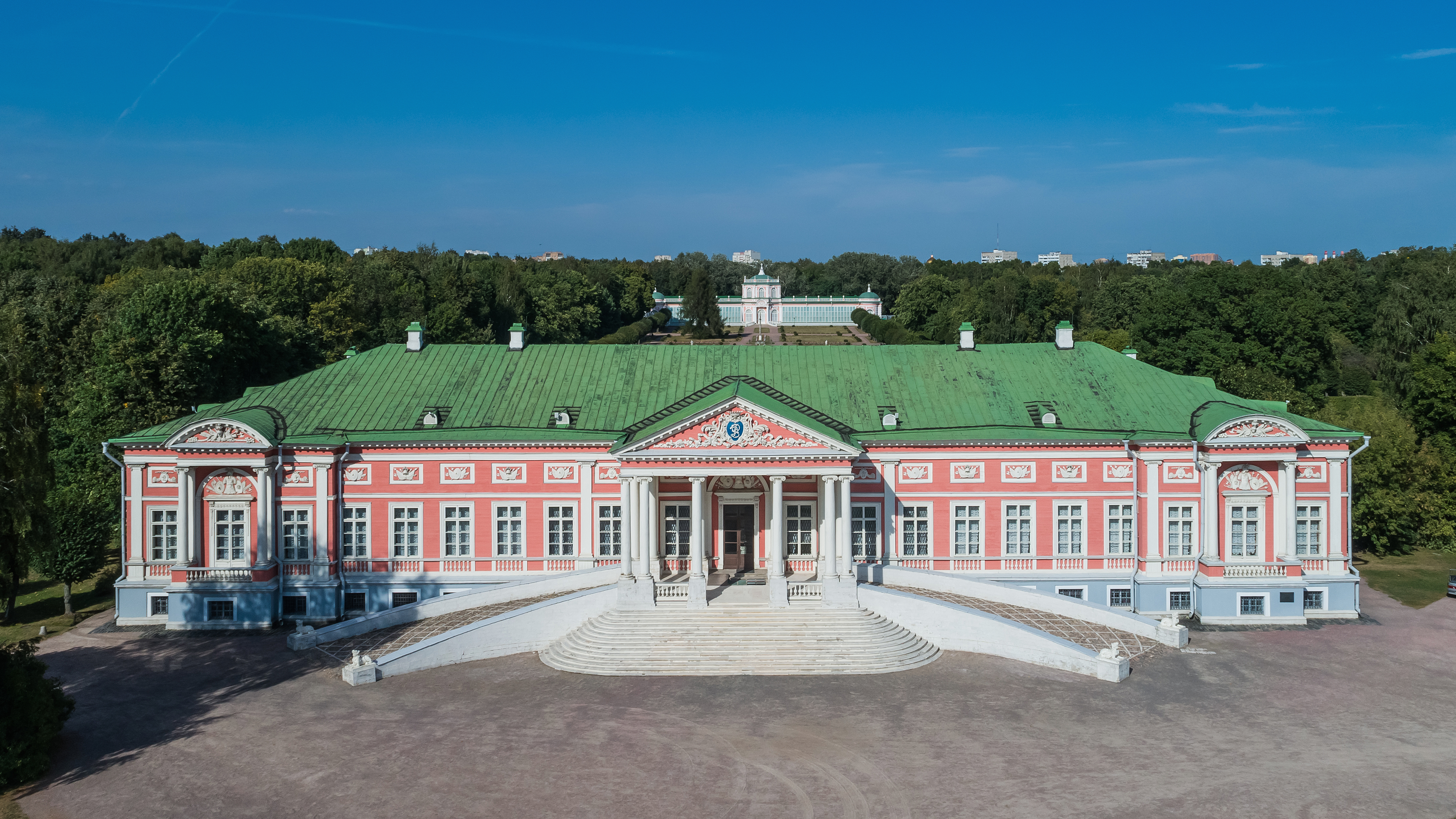
Загородный дом усадьбы графов Шереметевых в Кусково
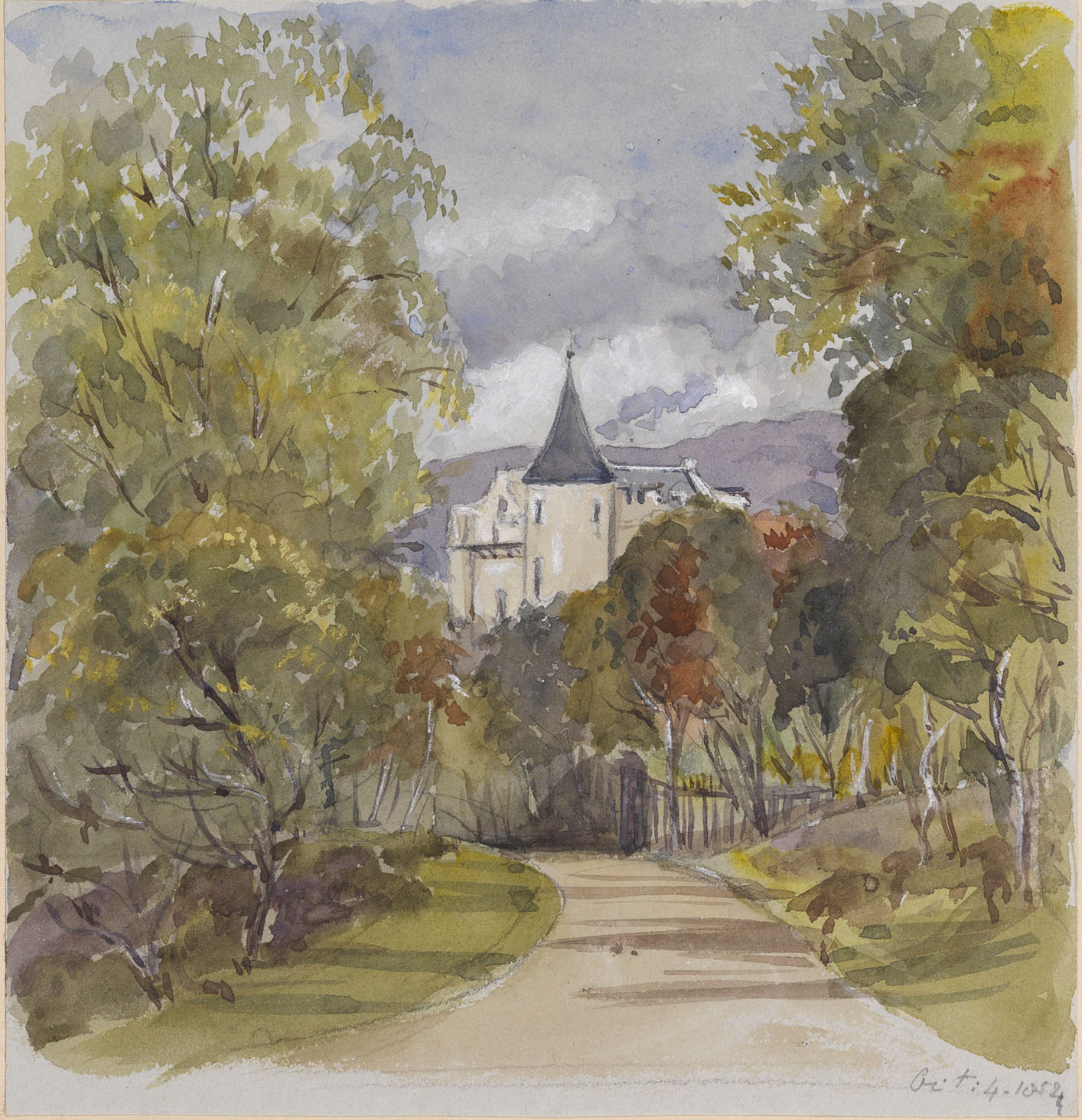
Замок Балморал
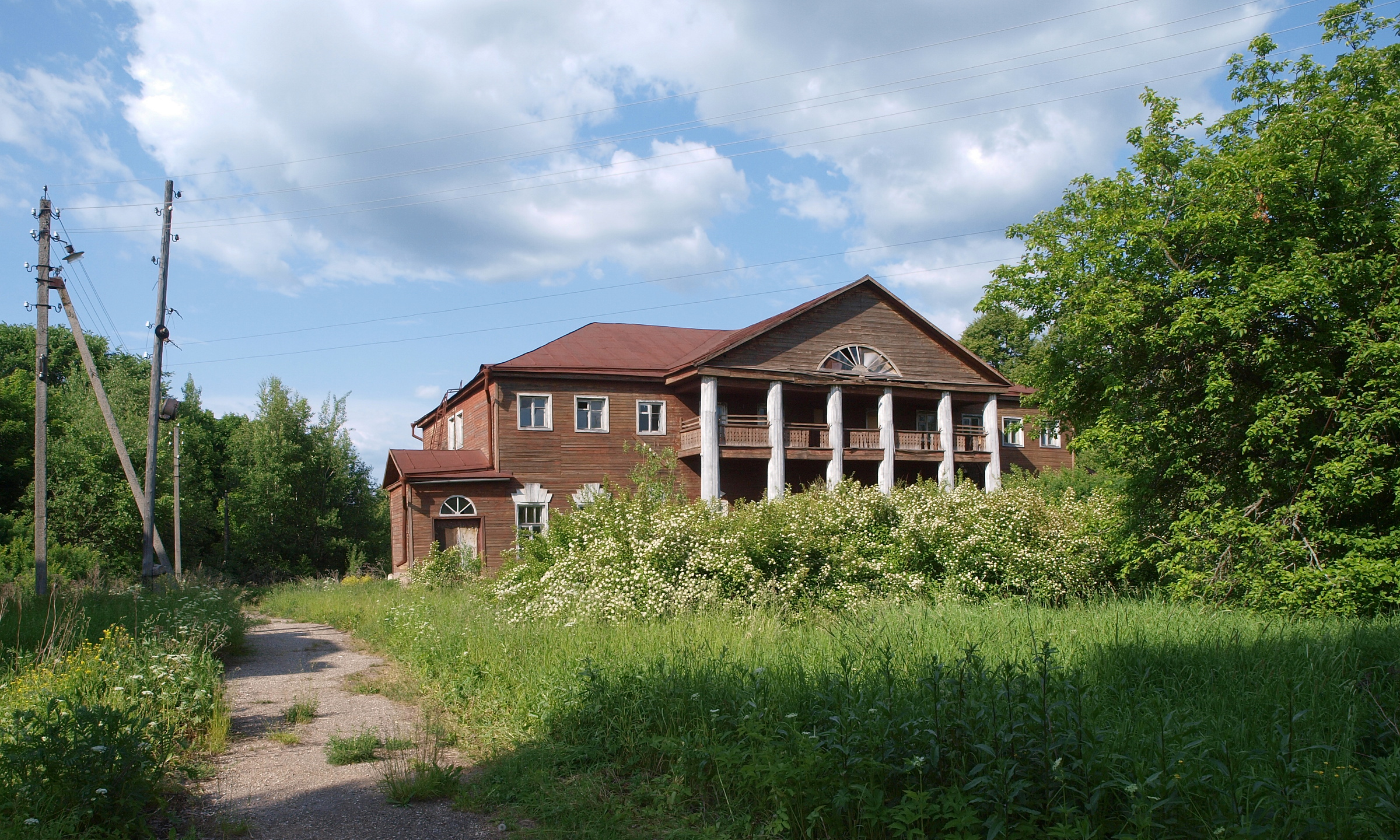
Загородный дом  Кудрявцевых в Калужской области XIX века
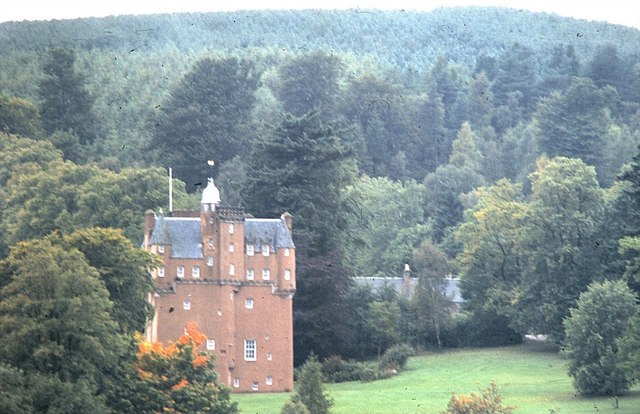
Замок Крейгивар в Абердиншир (Шотландия)
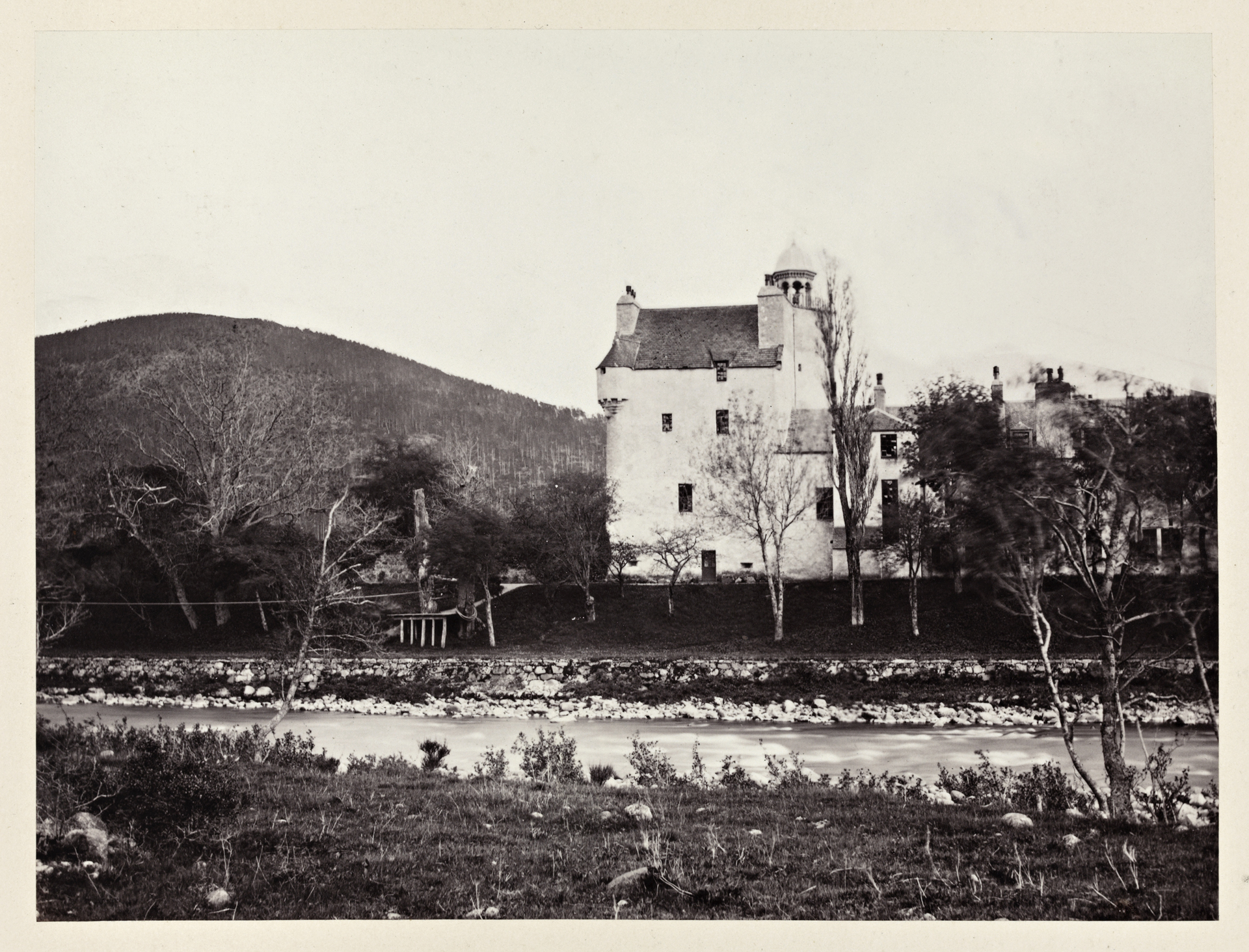
Загородный замок на фотографии 1869 года
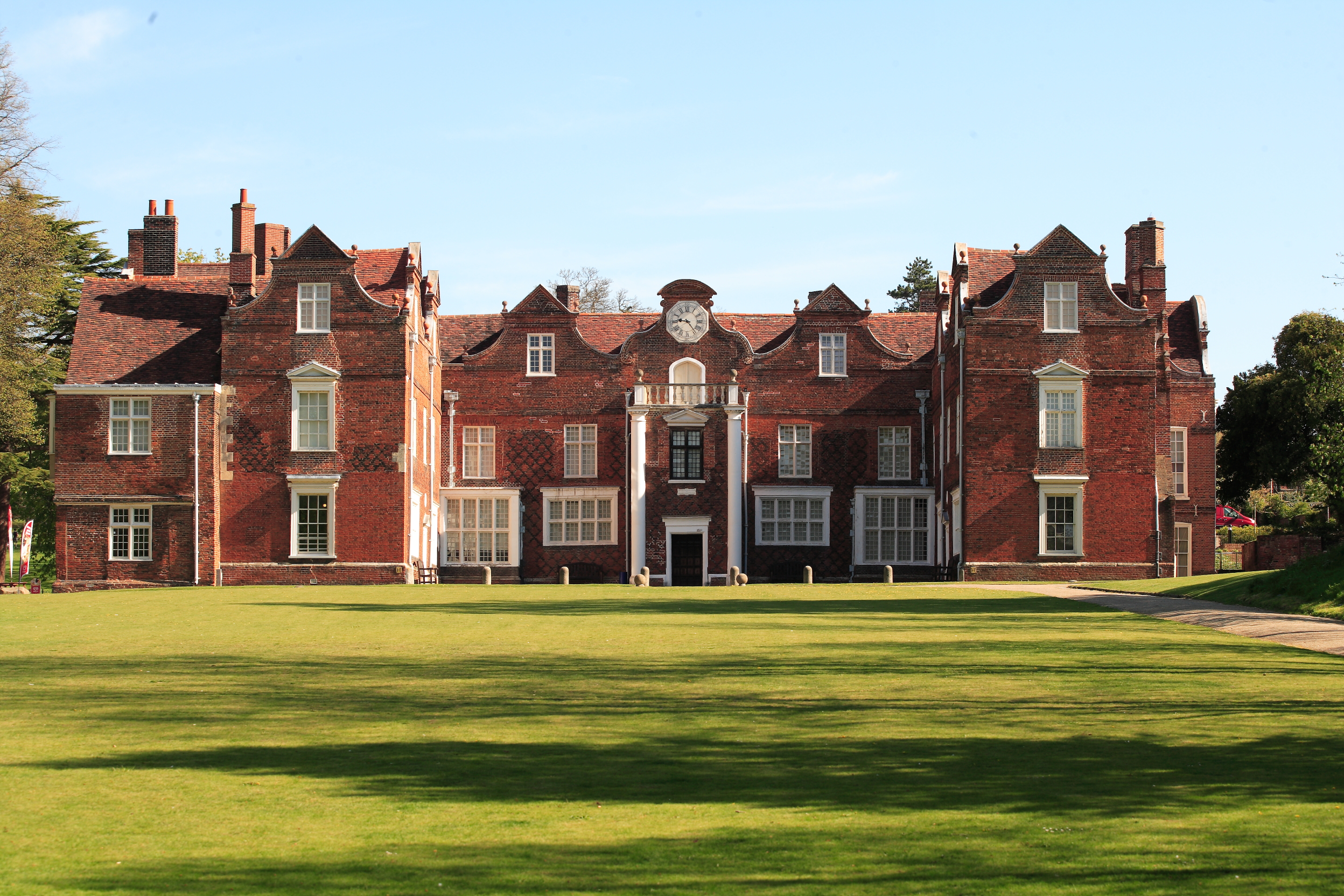
Бывший загородный дом Уайтпол-хаус (англ. Withipoll House) теперь находится в черте города Ипсуич (Англия)